# Wardner (Stati Uniti d'America)
Wardner è una città degli Stati Uniti d'America, situata nello Stato dell'Idaho, nella Contea di Shoshone.